# Тест, Зак
Закари «Зак» Тест (англ. Zachary "Zack" Test, родился 13 октября 1989 года в Вудсайде) — американский регбист, известный преимущественно по выступлениям в Мировой серии по регби-7 за сборную США. Занимает третье место в рейтинге рекордсменов сборной по регби-7 по числу попыток в Мировой серии (143): его достижение превзошли Перри Бейкер и Карлин Айлз. Главный тренер клуба «Сан-Диего Легион».

## Ранние годы
Родился в калифорнийском городе Вудсайд в еврейской семье, детство провёл в Редвуд-Сити. Учился в еврейской дневной школе имени Рональда Уорника в Фостер-Сити, в 2007 году окончил среднюю школу Вудсайда в Калифорнии. Регби-15 занялся в старших классах. Позже поступил в Орегонский университет, играл за его команду по американскому футболу на позиции ресивера (в дивизионе I), а позже получил предложение от университета Лафборо по стипендии регбиста, которое немедленно принял.

## Регби-15
В 2009 году Тест принял участие в Маккабиаде, войдя в сборную США по регби-15. В матче за 3-е место против сборной Израиля его усилия принесли американцам разгромную победу со счётом 43:3. Выступал на позиции левого винга (номер 11). В том же году Тест выразил своё желание сыграть на Олимпиаде, поскольку регби-7 был включён в олимпийскую программу.
В 2015 году состоялся дебют Зака Теста за основную сборную США: 15 июля он провёл матч в рамках Кубка тихоокеанских наций (поражение 16:21). В том же году он сыграл на чемпионате мира в Англии, проведя матчи группового этапа против ЮАР (поражение 0:64) и Японии (поражение 18:28). Последний матч провёл 4 февраля 2017 года в рамках чемпионата двух Америк против Уругвая (победа 29:23). В том матче он получил серьёзную травму головы: по его словам, у него произошло кровоизлияние в мозг, которое чуть не стоило Заку жизни. В итоге в марте 2018 года он объявил об окончательном прекращении игровой карьеры.

## Регби-7
В 2008 году Тест был впервые вызван в расположение сборной США по регби-7. Первыми серьёзными турнирами с его участием стали три этапа Мировой серии 2008/2009: этапы в Гонконге, Аделаиде и Лондоне. В сезонах 2009/2010 и 2010/2011 он выступил на всех этапах с участием сборной США, а в 2011 году завоевал бронзовую медаль на Панамериканских играх в составе американской сборной. В том же году признан лучшим регбистом США (в регби-7) по версии журнала Rugby Mag.
В сезоне Мировой серии 2011/2012 Тест побил рекорд по числу попыток за национальную сборную по регби-7: до него рекордсменом в сборной США был натурализованный фиджиец Джовеса Наивалу, занёсший 47 попыток. Благодаря своему росту, умению прыгать и хорошей игры руками при приёме мяча верхом он стал одним из лучших при приёме мяча после начального удара и возобновления игры после попыток. Главный тренер сборной ЮАР Пол Треу высоко ценил подобные умения Теста. В сезоне 2011/2012 Тест занёс 21 попытку в составе сборной, к концу сезона 2013/2014 был лучшим бомбардиром сборной США по попыткам.
В 2013 году Тест выступил на чемпионате мира в Москве, в 4 играх набрал 10 очков (две попытки). В 2016 году Тест сыграл на Олимпиаде в Рио-де-Жанейро: он стал одним из двух еврейских спортсменов с составе сборной (вторым был Нейт Эбнер). К тому моменту у него были несколько рекламных контрактов (в том числе с Nike). На Олимпиаде сыграл 5 матчей, набрав 5 очков благодаря попытке в игре против Аргентины.

## Тренерская карьера
В 2017 году Зак начал тренерскую работу, руководя школьной командой «Калифорния Гриффинс», а позже став тренером клуба по регби-7 «Сан-Диего Стейт». С 2018 года Тест был тренером защитников клуба «Сан-Диего Легион», а в 2020 году был назначен главным тренером команды вместе со Скоттом Мюрреем и директором академии клуба.